# Tompall Glaser
Tompall Glaser, de son vrai nom Thomas Paul "Tompall" Glaser, né le 3 septembre 1933 à Spalding dans le Nebraska et mort le 13 août 2013 à Nashville dans le Tennessee, est un chanteur et auteur-compositeur de musique country. Membre des Tompall & the Glaser Brothers dans les années 1960, il est principalement connu comme l'un des quatre chanteurs de l'album "Wanted! The Outlaws" paru en 1976, le premier de l'histoire de la musique country à s'être vendu à plus d'un million d'exemplaires.

## Biographie
Il naît le 3 septembre 1933 à Spalding dans le Nebraska.
Sa carrière musicale débute après que lui et ses frères, Chuck et Jim Glaser, aient remporté le concours de jeunes talents organisé par Arthur Godfrey sur les ondes en 1957. Le trio, connu sous le nom de scène de Tompall & The Glaser Brothers retient l'attention du chanteur de country Marty Robbins auprès de qui est signé un premier contrat sous le label Robbins Records. Leur premier single, "Five Penny Nickel", ne rencontre pas de succès notable. Quelque temps après, les trois frères signent un nouveau contrat auprès de Decca Records en 1959, mais le trio, relocalisé à Nashville dans le Tennessee, peine à se faire connaître. Ils se font toutefois remarquer en réalisant les chœurs harmoniques du plus grand succès de Marty Robbins, "El Paso".
Au début des années 1960, Tompall Glaser et ses frères effectuent une tournée avec Johnny Cash et prêtent leurs voix sur les titres de l'album The Sound of Johnny Cash, notamment Ring of Fire. En 1966, le trio connaît enfin le succès avec le single Gone, on the Other Hand. Quatre ans plus tard, leur nom figure en première place dans le Top 10 des artistes de country avec le titre Rings.
En 1973, le trio Tompall & Glaser Brothers est dissous. Les trois frères se lancent dans une carrière solo, non sans avoir fondé un studio d'enregistrement connu sous le nom de Hillbilly Central qui devient le quartier général du mouvement outlaw country, dont se réclament notamment Johnny Cash, Waylon Jennings et Kris Kristofferson.
En 1976, Tompall Glaser est l'un des quatre artistes du mouvement outlaw avec Waylon Jennings, Willie Nelson et Jessi Colter, à prêter sa voix sur les titres de l'album Wanted! The Outlaws. Enregistré par RCA Records, il se classe à la première place en termes de ventes, devenant le premier album de musique country à dépasser la barre historique d'un million de disques,. Cependant, si l'engouement du public conforte durablement la carrière de Jennings et de Nelson, Tampell Glaser ne parvient pas à s'imposer, malgré la formation d'un nouveau groupe, le Outlaw Band, qui ne rencontre qu'un succès marginal.
En 1981, les frères Glaser reforment leur trio et enregistrent un nouveau hit "Lovin' Her Was Easier (Than Anything I'll Ever Do Again)", composé par Kris Kristofferson. Le titre se hisse à la deuxième place des ventes et marque la fin de leur collaboration l'année suivante, à la suite de quoi Tompall Glaser poursuit sa carrière solo.
Tompall Glaser s'éteint le 13 août 2013 à Nashville des suites d'une longue maladie. Il était âgé de 79 ans.

## Discographie (non exhaustive)

### Albums solo
- 1973 : Charlie
- 1974 : Take The Singer With The Song
- 1975 : Tompall (Sings the Songs of The Shel Silverstein)
- 1976 : The Great Tompall and His Outlaw Band
- 1977 : The Wonder of It All
- 1977 : Tompall Glaser & His Outlaw Band
- 1986 : Nights on the Borderline
- 1992 : The Rogue
- 1992 : The Outlaw
- 2001 : The Best of Tompall Glaser & the Glaser Brothers
- 2006 : My Notorious Youth
- 2007 :  Outlaws to the Cross

### Singles
- 1973 : Bad, Bad Cowboy
- 1974 : Texas Law Sez
- 1974 : Musical Chairs
- 1975 : "Put Another Log on the Fire (Male Chauvinist National Anthem)
- 1976 : T for Texas
- 1977 : It'll Be Her
- 1977 : It Never Crossed My Mind
- 1978 : Drinking Them Beers